# Полента
Полèнта (на италиански: Polenta) е традиционно италианско ястие на базата на царевично брашно или други зърнени храни, с мека структура, сродно с качамака и мамалигата.
Въпреки че е известна в различните си варианти почти в цяла Италия, в миналото полентата е била основно ястие на италианската селска кухня в различни северноалпийски, предалпийски, равнинни и апенински райони на регионите Ломбардия, Венето, Вале д'Аоста, Пиемонт, Лигурия, Трентино, Емилия-Романя и Фриули - Венеция Джулия, където е доста разпространено и до днес. Тя също така традиционно се приготвя  в регион Тоскана и в планинските райони на регионите Умбрия, Марке, Абруцо, Лацио и Молизе.
Полентата е популярно ястие и в Швейцария, Хърватия, Словения (нарича се „жганци“), България, Сърбия (нарича се „качамак“) и Румъния („мамалига“).
Най-широко използваната зърнена култура за приготвянето ѝ е царевицата, внесена в Европа от Америка през 16 век, което ѝ придава характерния жълт цвят, докато преди това тя е била по-тъмна, защото се е приготвяла предимно със спелта или ръж, а по-късно и с елда от Азия. Докато екземпляр от царевица се появява в „Хербариум на Улисе Алдрованди“ (Болоня, 1551 г.), първите писмени сведения за отглеждането на царевица в Италия се отнасят за териториите на Венецианската република. В анотация към второто издание на Delle navigationi et viaggi на Джован Батиста Рамузио (Венеция, 1554 г.), коментирайки текст на португалския историк Жуау ди Барош, се посочва, че:
| „                                                    | Прекрасното и известно зърно, наречено mahiz в Западна Индия, от което се храни половината свят, португалците го наричат „просо дзабуро“, от което вече е дошло в Италия такова с бял и червен цвят, а над Полезине на Ровиго и Вила бона засяват цели полета и от двата цвята | “ |
| Giovan Battista Ramusio, Delle navigationi et viaggi | |   |

В началото полентата е основно ястие на италианските селяни, а впоследствие в комбинация с други хранителни продукти придобива популярност и се предлага дори в скъпите ресторанти.

## Етимология
Терминът polenta произлиза от латинското puls – вид полента от спелта (на латински far, от което произлиза италианската дума за брашно farina), която формира основата на диетата на древноиталийските народи. Гърците от друга страна обикновено са използвали перлен ечемик. Очевидно преди въвеждането на царевицата (след откриването на Америка през 1492 г.) полентата се е приготвяла освен с ечемик и спелта с различни зърнени храни като ръж, обикновено просо, елда и дори пшеница в по-малка степен, а особено в планинските райони са се използвали брашна от кестени и боб, от които се е правело по-сладко тесто (полентата, приготвена с тези зърнени храни, се среща по-рядко, особено в Европа).
Сонанте и др. твърдят, че оригиналният puls е бил съставен от смес от семена от бобови растения. Те твърдят, че английският термин pulses, който означава бобови растения като цяло, всъщност произлиза от предримския pulus. Английската етимология на думата потвърждава това наблюдение, тъй като проследява името от 13-14 век, за да обозначи бобовите растения като цяло, с вероятен произход от архаичното френско pols и от старогръцкото poltos със значение на гъста чорба. В тази връзка трябва да се отбележи, че особено в някои региони на Южна Италия се използва полента на основата на бакла, придружена от зеленчуци като синя жлъчка.
Полентата е известна още като polenda или pulenda; poenta (във Венето); poulento (на провансалски); echtinga (на жаргона на обущарите на сабо от Аяс); puluntu (на диалект от Исим); carlon (в кантон Тичино).

## Разпространение
Полентата с множеството си вариации е широко разпространена и в Унгария (puliszka), Малта (tgħasida), френските територии на Савоя и Графство Ница, Гаскония (cruchade) и Лангедок (milhàs), Швейцария, Испания (напр. кастилското ястие morcilla de Burgos y polenta), Хърватия (palenta, žganci или pura), Словения (polenta или žganci), Сърбия (palenta), Румъния (мамалига), България (качамак), Грузия (ghomi), Албания (harapash), Корсика (pulenta или pulenda), Аржентина и Уругвай (полента), Бразилия (polenta), Украйна (culeša), Мароко сред берберските племена (tarwasht), Венецуела, Чили и Мексико.
В книгата си Storia dei Vespri Siciliani Микеле Амари пише, че по време на една от обсадите на французите (1282-1283 г.) на стените на град Месина сицилианките хранели войниците с вода и полента (очевидно не от царевица).

## Приготвяне в Италия
Полентата се получава чрез продължително готвене на полутечна маса, състояща се от смес от вода и брашно (обикновено едрозърнесто) от различни зърнени култури. Най-разпространената в Европа е тази на основата на царевица, наречена „кукуруз“ (на итал. granoturco), т.е. класическата жълта полента. Брашното за полента обикновено е смляно на камък (на итал. тя е bramata) повече или по-малко фино в зависимост от традицията на региона на производство. 
Царевицата се изсипва като дъжд във вряща подсолена вода в котел (традиционно направен от мед) и се бърка непрекъснато с пръчка от лешниково дърво (на итал. cannella di nocciolo) в продължение на поне един час или докато не се сгъсти достатъчно, за да се държи пръчката изправена в нея. 
По принцип готовата полента се поднася на масата върху кръгъл поднос, покрита с кърпа, и в зависимост от нейната консистенция се сервира с лъжица, нарязана на филийки с дървен нож или с памучен конец, отдолу-нагоре. Обикновено в италианската кухня се използва като гарнитура или в качеството на самостоятелно ястие с различни добавки – гъби, месо, колбаси, аншоа и други, в пържен или запечен вид.
Освен мека полента има и твърда, както и сладка.
На италианския пазар има предварително сварени царевични брашна, които свеждат времето за приготвяне на полента едва до няколко минути, естествено със значителни разлики в текстурата и вкуса в сравнение с традиционната полента.

## Италиански регионални вариации
Полентата се съчетава много добре с масло, меки сирена и ястия, които съдържат много сос и като цяло със задушени меса. В Италия съществуват множество нейни регионални вариации:
- Полента карбонара (polenta alla carbonara): традиционно ястие на дърварите и въглищарите от общините – част от Планински съюз „Катрия и Нероне“ (в провинция Пезаро и Урбино на регион Марке), приготвяна с царевично брашно, свинско, панчета и настъргано сирене. Има вариант на фурна, наречен polentone alla Carbonara.

- Полента тараня (polenta taragna), известна в много области само като „тараня“: характерна за кухнята на Бергамо, но също така добре позната във Валтелина и около Леко, във Вал Камоника, Брешано и Канавезе. Името ѝ произлиза от tarai (tarell на ломбардски) – дълга пръчка, използвана за бъркането ѝ в медния котел, в който се приготвя. Подобно на други видове полента от ломбардските планини (например pulénta vüncia на ломбардски, т.е. полента унча – „намазнена полента“), тя се приготвя със смес от брашна, съдържащи брашно от елда, което ѝ придава типичния тъмен цвят, за разлика от сместа в повечето останали региони, които използват само един вид брашно, като по този начин се получава жълта полента. За разлика от полента унча в полента тараня сиренето се включва в сместа по време на готвене.
- Полента кропа (polenta cròpa на ломбардски): вариант на полента тараня, произхождащ от Вал д'Ариня, разположен в центъра на Бергамските Алпи. Нейната особеност е, че се приготвя в сметана и се прави с брашно от елда, картофено пюре и сирене.

- Бяла полента: характерно ястие за Фриули, Тревизано, Полезине, районите на Падуа и като цяло за венецианския хинтерланд; прави се от бяло царевично брашно вид Бианкоперла.
- Полента е озей (polenta e osèi): характерно ястие за Венето и за районите на Бергамо и Бреша. Придружена е от месо от малки птици (osèi = „птици“ на диалект). Въпреки това е много често съчетаването ѝ с cünì / cönécc (заешко) и с други меса, приготвяни като задушено или печено.

- Полента конча (polenta concia; concia – италианизация на ломбардския/пиемонтския термин consa, т.е. „подправена“): това е едно от най-известните традиционни ястия на регион Вале д'Аоста и Провинция Биела. Много подходяща за засищане и стопляне в студените дни, тя е известна и като „мазна полента“. Към царевичното брашно се добавя топено планинско сирене. Рецептата не е строга, а основно се приготвя чрез разтопяване на кубчета сирена фонтина и/или тома и/или мляко и/или масло в края на готвенето.
  - във варианта от Вале д'Аоста почти в края на готвенето в котела се изсипват фонтина, тома от Гресоне и масло.
  - във варианта от Биела маслото се добавя в котела заедно със сирена тома или маканьо. От котела полентата конча се изсипва в чинията на черпаци, след което се добавя обилно разтопено масло отгоре.
  - във варианта от Пиаченца pulëinta consa се състои от тънки слоеве полента, покрити със сос и редуващи се с обилно поръсено Грана Падано.

- Полента унча (polenta uncia): приготвя се в районите на езерото Комо. След като в котела се приготви полента със смес от царевично брашно и елда, тя се смесва със запръжка от доста масло, чесън и пламъче с традиционното сирене semüda или с полумазно планинско сирене до получаване на хомогенна смес, и от тук терминът voncia, uncia, който на ломбардски означава „намазнена“.
- Тох (tóch): приготвяна в районите на езерото Комо; полента от жълто (царевично брашно), вода, масло и пресни местни сирена, която се консумира само с дървена лъжица и с ръце.
- Пулт (pult): много мека полента, която се приготвя само на езерото Комо чрез смесване на царевично и пшенично брашно. Готви се особено през лятото и се яде потопена в студено мляко.
- Полента е брушити (polenta e bruscitti): характерно за района на Варезе и Алтомиланезе ястие на основата на полента и телешка кайма.
- Полента със сепия: традиционна за района на Венеция и Триест (често в черен вариант). В Триест алтернативите включват колбаси, бъркани яйца, гулаш или при предходните поколения – варени сливи.
- Полента сарачена (polenta saracena): традиционно ястие от Горна Вал Танаро, носи името си от елдата (на итал. grano saraceno).

- Полента с чѝчоли (polenta con i ciccioli, т.е. със свински пръжки): широко разпространена рецепта в по-голямата част от Северна Италия с различни наименования. Има два начина за приготвянето й: при първия пръжките се приготвят с полента, като се добавят към сместа на различни етапи на готвене в съответствие със специфичната местна традиция, както в случая с pulëinta e graséi, консумирана в Пиачентино; във втория начин, който е и най-разпространеният, пръжките се вмъкват впоследствие в резен препечена полента, както в случая с pulenta e grepule, характерна за района на Мантуа.
- Полента с картофи или други съставки, които обогатяват вкуса ѝ: характерна за южните райони на Трентино. За направата на тази с картофи в подсолена вода се сваряват няколко малки парчета картофи, които впоследствие се натрошават или смесват чрез добавяне на брашно от елда или смес от брашна на вкус. Към края на приготвянето могат да се добавят парчета местен салам, сирена, запържен лук или лични вариации.
- Полента пачарела (paciarela): характерна за Романя. Приготвя се чрез хвърляне на смес от две различни царевични брашна (фиорето (фино) и брамата (едро)) в котел, съдържащ шепа сварен боб и водата му. Нарича се така, защото е доста течна и често се яде с лъжица. Обикновено се подправя с наденица и доматен сос; в планинските райони се приготвя и с кестеново брашно. Приготвя се и pulénta incaséda – солидна полента, която се слага в тава, наслоява се с бешамел, месен сос и пармезан, след което се минава на фурна.[8]
- В Тосинано (Романя) полентата се сервира твърда, традиционно нарязана с памучен конец на паралелепипеди. Често срещана е и полентата, приготвена от бобено брашно и две шепи сушен боб.
- В Централна Италия полентата придобива различен вид. Приготвя се по-течно и се сервира на правоъгълна дървена дъска (наречена spiendola в регион Марке или spianatòra в Централна и Южна Умбрия), направена от черешово или крушово дърво, около която сяда цялото семейство. Готвенето се извършва в характерния пресечен коничен меден казан за около 45 минути, през които полентата се бърка непрекъснато със специална пръчка от ясеново дърво или с камък, наречен sguasciapallotti, които разтварят бучките царевично брашно.[9]
- В Тоскана, където освен по традиционен начин полентата се консумира пържена или на фурна (особено нейните остатъци), има и крутони от полента.[10] Традиционни са и тортата pattona и сладката полента на базата на кестеново брашно, консумирани предимно като десерт, но някога, особено в планината, те са били използвани като гарнитура към месо, а също и към рибни или зеленчукови ястия.[11] В провинцията е била разпространена „уголемената полента“, състояща се от относително тънка полента, разстилана върху масивна, леко навлажнена покривка, за да образува слой по-малък от сантиметър, върху който са се слагали обикновено месен сос (от дивеч или рагу) или гъби, и всеки си е взимал с лъжица (или по-често с вилица) къс, като са се състезавали кой пръв ще го изяде.
- В Лацио, Марке, Абруцо и Молизе полентата традиционно се консумира с два вида овкусявания: първото е с доматен сос със свински ребърца и колбаси, а второто е на основата на запържен чесън, олио, люти чушки, колбаси и гуанчале или панчета. И двете овкусявания могат да бъдат обогатени обилно с шепа настъргано пекорино. В различните провинции на региона има и вариации: например в Долно Лацио сосът от колбаси и ребърца изисква половината от колбасите да са от черен дроб; освен това част от полентата не се залива със соса, а със задушени friarielli (листенца от ряпа). Във вътрешните райони на Абруцо, като например в Сулмона, полентата се и пече на фурна и се овкусява единствено с колбаси.
- Пържена полента (polenta fritta): първо ястие на основата на полента, популярно в регионите Тоскана, Умбрия, Марке, Лацио, Кампания, Пулия и Сицилия. В Неапол, Фоджа, Бари и Месина триъгълниците или правоъгълниците на пържената полента се наричат scagliozzi или scagliuozzi и се продават в заведенията за пържени ястия. Това е характерно ястие от селската кухня на Бари и Месина.
- Полента с наденица:  популярно ястие с множество вариации в много италиански региони; вече е потвърдено от известния италиански кулинар Пелегрино Артузи, който го предлага в конкретна версия с мека полента, приготвена от зърнени люспи и пържена наденица със сос, доматено пюре и пармезан.[12]
- Фраскатула (frascatula): традиционна рецепта от Базиликата (но също и от Сицилия и Калабрия). Приготвя се с царевично брашно, картофи и свинска мас. Обикновено е придружена от сос, котекино или салсича (наденица). Може да се сервира и с греяно вино.[13]
- Сардинска полента, наричана още purenta, pulenta или farru (полента от ечемик): известна още от Нурагическата цивилизация, което е видно в различните хаванчета и други инструменти от епохата, използвани за обработката на тази храна, и във вкаменелостите на тревни растения, използвани за получаване на такова брашно, чак от 3000 пр.н.е.. Самите римляни, които в архаичния период са яли полента от спелта и ечемик, между 238 г. пр.н.е. и 456 г. превръщат Сардиния и особено равнината Кампидано в земя за отглеждане на тревни растения, предпочитайки сред различните продукти пшеницата – основна съставка за направата на полента, а също и на хляб. Производството е такова, че по време на Римската република Сардиния приема титлата „Житница на Рим“. В по-ново време твърдата пшеница остава най-използваният елемент за създаването на това традиционно островно ястие, въпреки че кестените и жълъдите също са били използвани за създаване на скъпоценното брашно, както и други продукти като овес и ръж, използвани за последно през Средновековието, а и по-късно и ориз. Жълтото брашно за приготвяне на сардинската полента е придружено от други продукти като салсича (наденица), сардинско пекорино, обезмаслена панчета, както и зеленчуци като чесън, лук, моркови, целина, магданоз, необходими за овкусяване и обогатяване на въпросното ястие.[14]
- Полента с горчива трева: традиционно ястие от мантуанската кухня. Приготвя се с царевично брашно, масло, калоферче и настърган пармезан.[15]

## Други ястия, подобни на полента
В Румъния полентата, наречена „мамалига“, се приготвя почти по същия начин като тази в Северна Италия.
На о-в Корсика е широко разпространена a' pulenta – традиционно ястие от островната кухня, почти винаги приготвяно с кестеново брашно, получено от плодовете от обширните кестенови горички на острова.
На Холандските Антили се приготвят funchi, напълно подобни на полентата, на базата на царевично брашно, които се консумират вместо хляб или ориз.
В Бурунди се приготвя полента с вода и брашно от маниока, без сол, наричана на кирунди umutsima.
В Буркина Фасо полентата от просо е основен продукт в диетата буркинабè.
В Мексико се приготвят los tamales, приготвени от царевично брашно, обработено с лайм, увити в листа от царевица или банан, пълнени с месо или ананас и задушени в специално направен съд, наречен tamalera.

## Полентата в изкуството
Полентата като народна храна многократно е изобразявана на картини и включвана в цитати, включително и литературни. През втората половина на 18 век Лудовико Пасто пише похвала за нея, включена в работата му I due brindisi. Карло Порта пише похвала за полентата с птиче месо. Алесандро Манцони я вмъква в сцена от романа си „Годениците“ като важен герой на селската трапеза от 17 век.